# 1527 în literatură
- 1526 în literatură — 1527 în literatură — 1528 în literatură

Anul 1527 în literatură a implicat o serie de evenimente semnificative. 

## Eseuri
- Guillaume Budé - De studio litterarum recte et commode instituendo (Paris)
- Barthélemy Latomus (1485-1566)- Summa totius rationis differendi

## Decese
Format:1527